# Starszy major bezpieczeństwa państwowego
Starszy major bezpieczeństwa państwowego (ros. старший майор государственной безопасности) – nazwa specjalnego stopnia wyższego korpusu dowódczego  w organach bezpieczeństwa państwowego Związku Socjalistycznych Republik Radzieckich – Ludowym Komisariacie Spraw Wewnętrznych ZSRR (NKWD ZSRR) w latach 1935–1943. 
Odpowiadał wojskowemu stopniowi komdiw i jemu równym; bezpośrednio niższym stopniem był major bezpieczeństwa państwowego; bezpośrednio wyższym komisarz bezpieczeństwa państwowego III rangi. 
Stopień wprowadzono postanowieniem Centralnego Komitetu Wykonawczego ZSRR i Rady Komisarzy Ludowych ZSRR z 7 października 1935, zniesiono rozporządzeniem Prezydium Rady Najwyższej ZSRR z 9 lutego 1943.